# Grúzia városai
Grúzia legnagyobb városai. A lista nem tartalmazza Abházia és Dél-Oszétia városait. 

Grúzia városai a lakosságuk mérete alapján

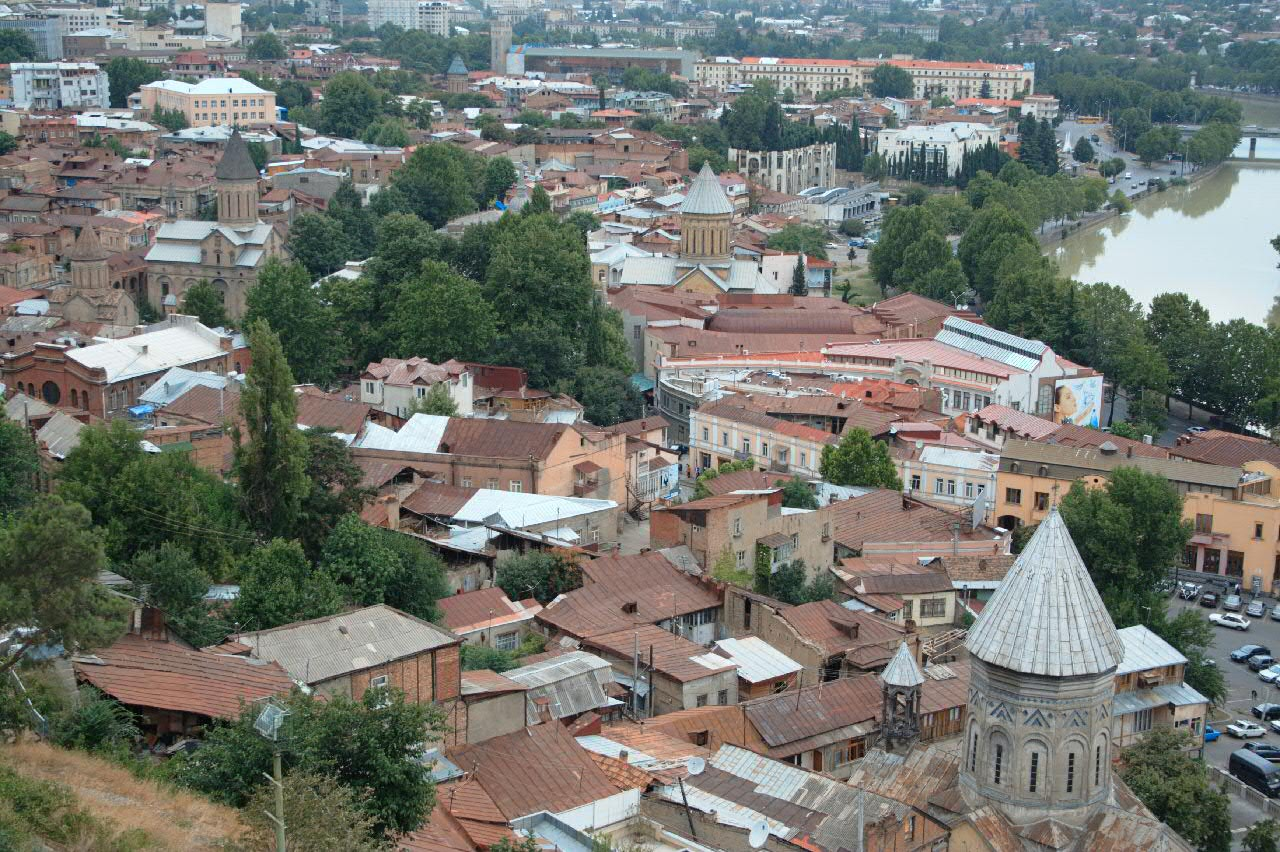
Tbiliszi
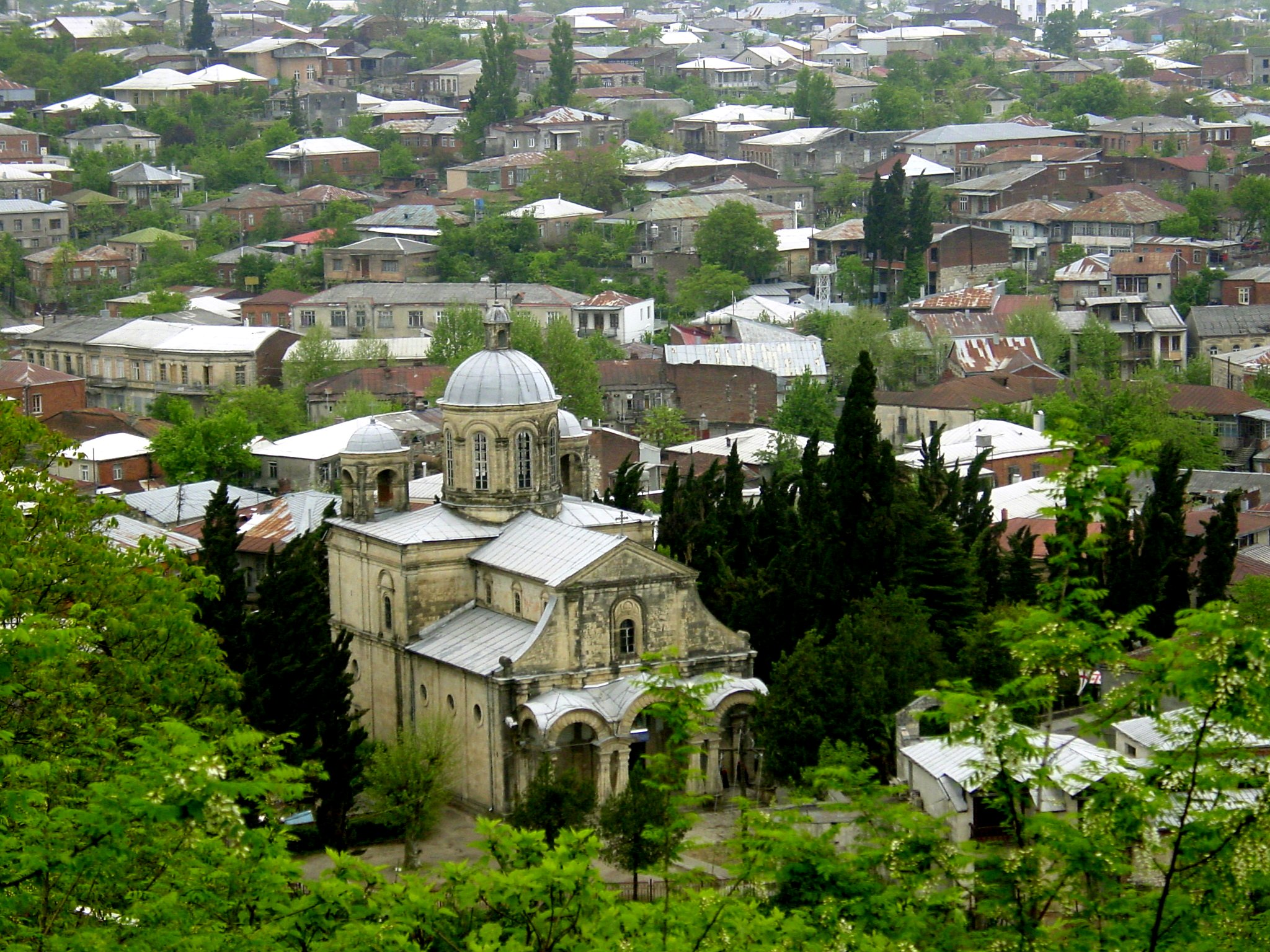
Kutaiszi
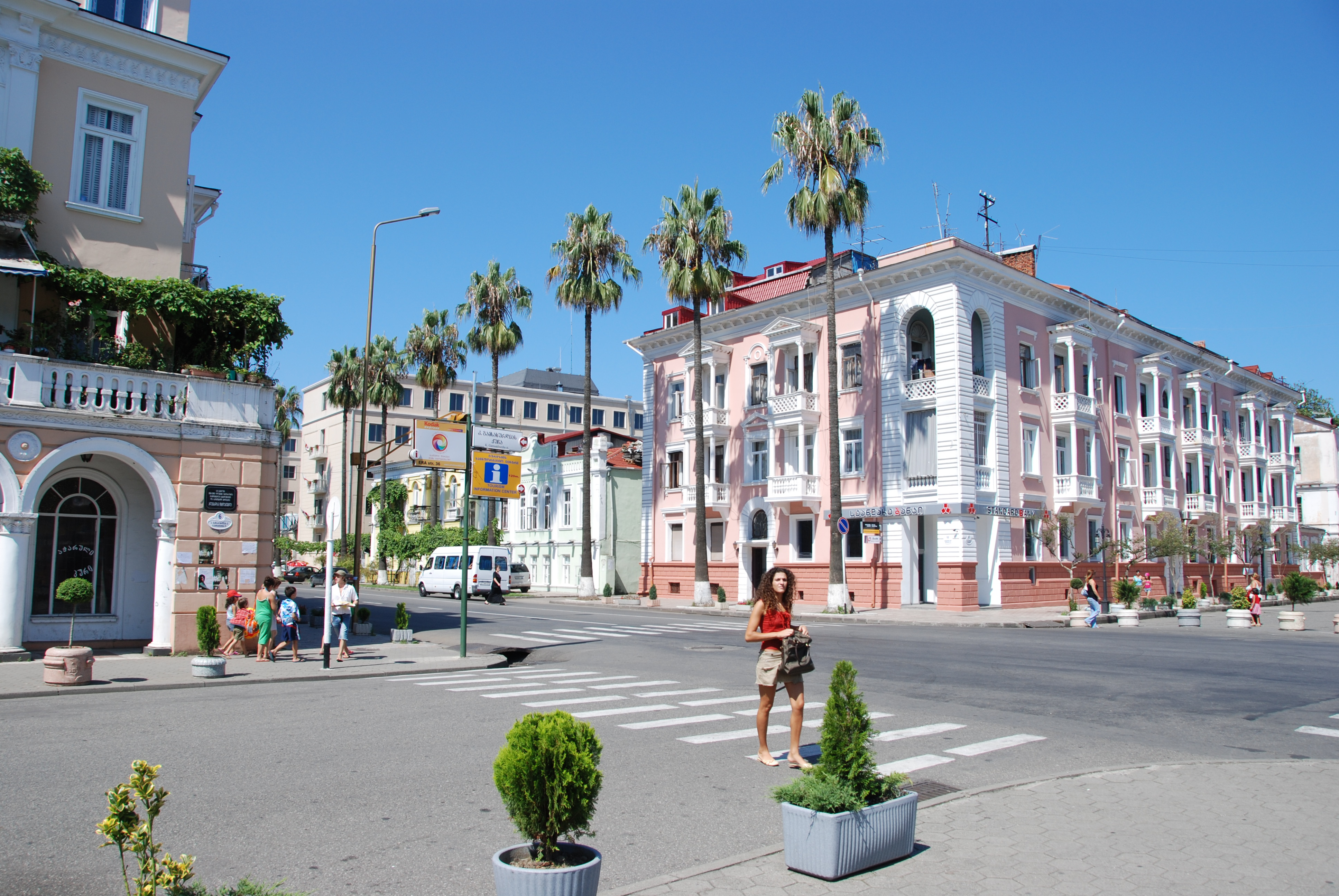
Batumi
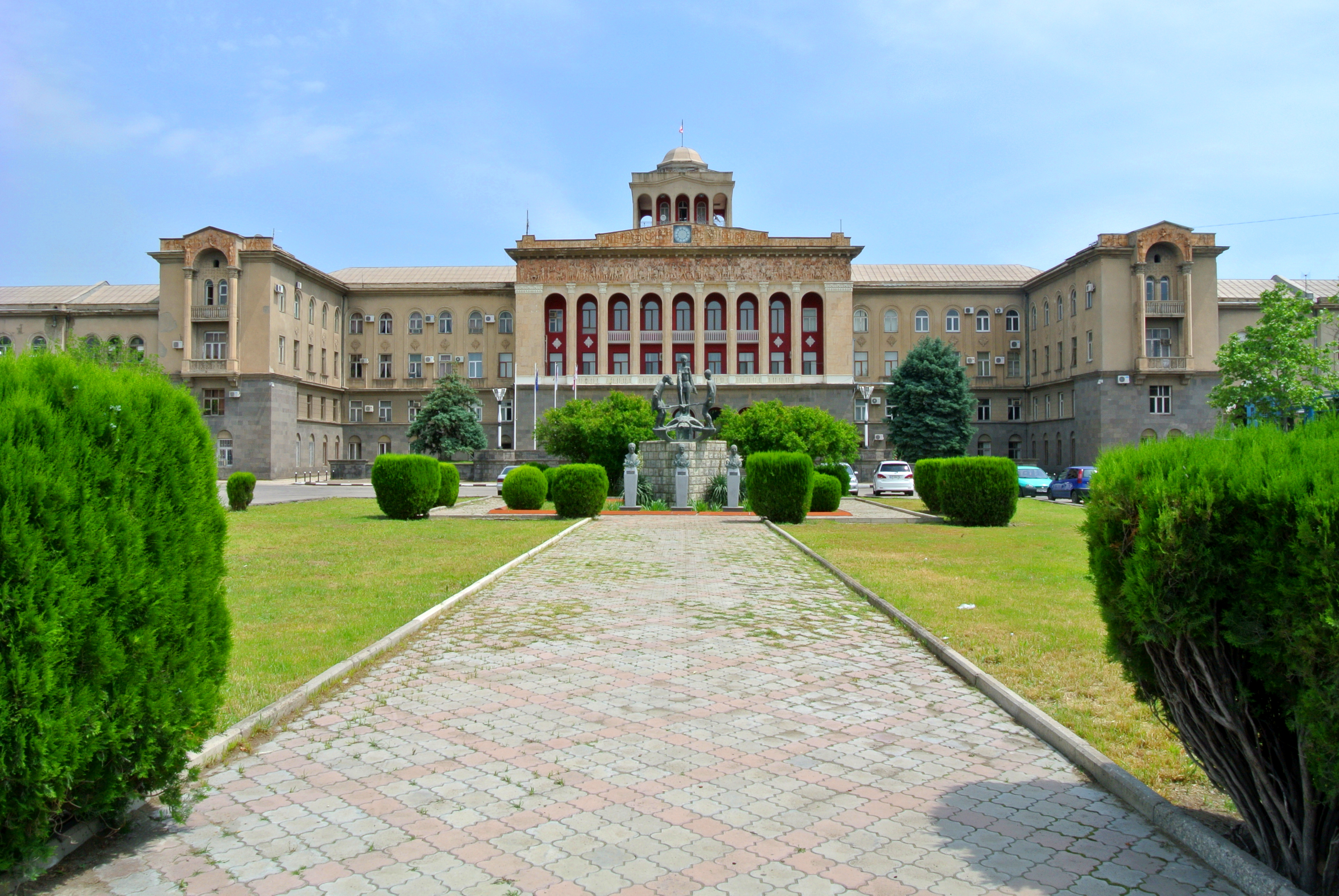
Rusztavi
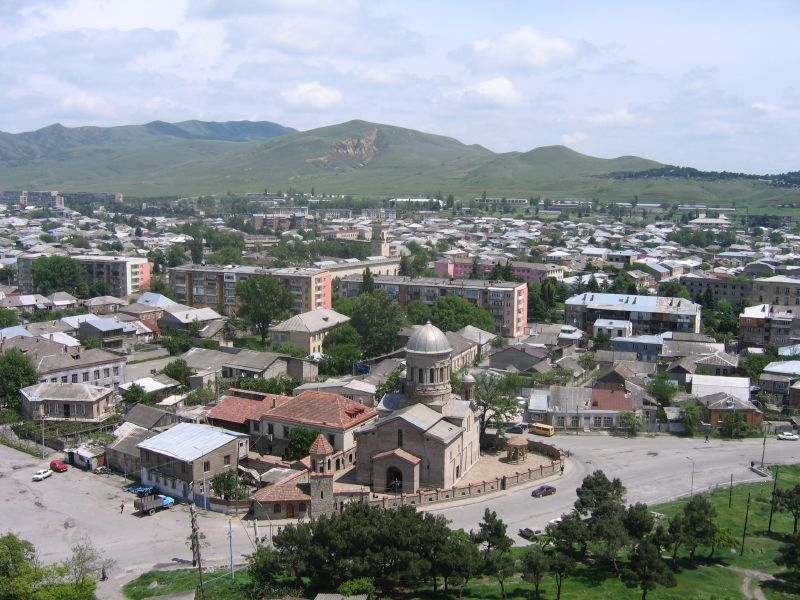
Gori

| No. | név        | grúz írással | 1989-es népszámlálás | 2002-es népszámlálás | 2014-es népszámlálás | Közigazgatás              |
| --- | ---------- | ------------ | -------------------- | -------------------- | -------------------- | ------------------------- |
| 1.  | Tbiliszi   | თბილისი      | 1,243,200            | 1,073,300            | 1,108,717            | Tbiliszi (fővárosi régió) |
| 2.  | Batumi     | ბათუმი       | 136,900              | 121,800              | 152,839              | Adzsária                  |
| 3.  | Kutaiszi   | ქუთაისი      | 232,500              | 186,000              | 147,635              | Imereti                   |
| 4.  | Rusztavi   | რუსთავი      | 159,000              | 116,400              | 125,103              | Kvemo Kartli              |
| 5.  | Gori       | გორი         | 67,800               | 49,500               | 48,143               | Felső-Kartli              |
| 6.  | Zugdidi    | ზუგდიდი      | 49,600               | 68,900               | 42,998               | Szamegrelo-Felső-Szvanéti |

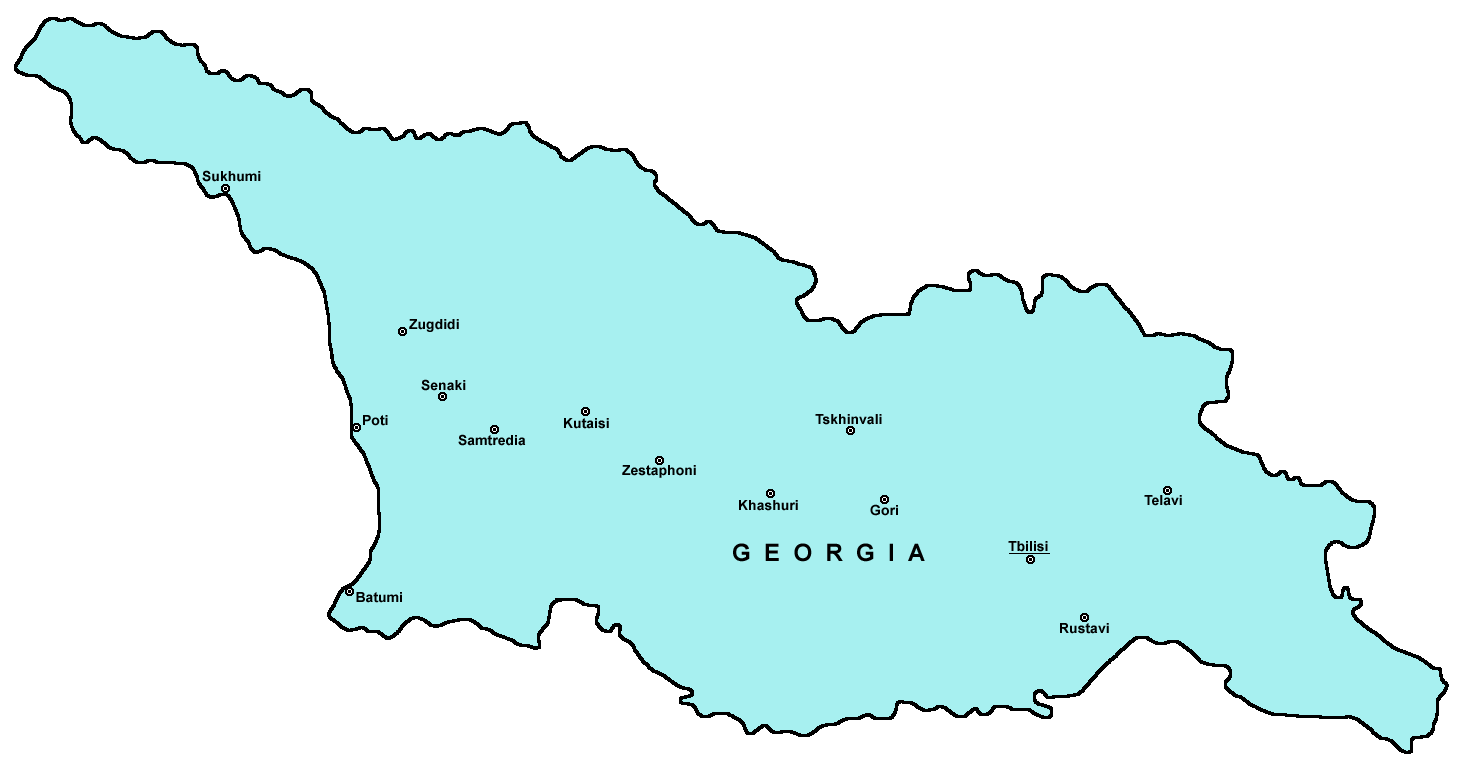

| 7.  | Poti       | ფოთი         | 50,600               | 47,100               | 41,465               | Szamegrelo-Felső-Szvanéti |
| 8.  | Hasuri     | ხაშური       | 31,700               | 28,600               | 26,135               | Felső-Kartli              |
| 9.  | Szamtredia | სამტრედია    | 34,300               | 29,800               | 25,318               | Imereti                   |
| 10. | Szenaki    | სენაკი       | 28,900               | 28,100               | 21,596               | Szamegrelo-Felső-Szvanéti |

- Tbiliszi
- Kutaiszi
- Batumi
- Rusztavi
- Gori

Abházia fő települései:

| No. | név                   | grúz írással | abház írással | 1989-es népesség | 2010-es népesség | Közigazgatás (Járás) |
| --- | --------------------- | ------------ | ------------- | ---------------- | ---------------- | -------------------- |
| 1.  | Szuhumi               | სოხუმი       | Аҟәа          | 119,200          | 39,100           | Szuhumi              |
| 2.  | Tkvarcseli            | ტყვარჩელი    | Тҟәарчал      | 21,700           | 16,800           | Ocsamcsira           |
| 3.  | Ocsamcsira            | ოჩამჩირე     | Очамчыра      | 20,100           | 14,300           | Ocsamcsira           |
| 4.  | Gal (Gali)            | გალი         | Гал           | 15,800           | 10,800           | Gali                 |
| 5.  | Gudauta               | გუდაუთა      | Гәдоуҭа       | 14,900           | 10,800           | Gudauta              |
| 6.  | Picunda (Bichvinta)   | ბიჭვინთა     | Пиҵунда       | 11,000           | 8,500            | Gagra                |
| 7.  | Gulrips (Gulripsi)    | გულრიფში     | Гәылрыҧшь     | 11,800           | 8,200            | Gulripsi             |
| 8.  | Gagra                 | გაგრა        | Гагра         | 24,000           | 7,700            | Gagra                |
| 9.  | Új Athosz (Afon Csic) | ახალი ათონი  | Афон Ҿыц      | 3,200            | 3,700            | Gudauta              |

Dél-Oszétia főbb települése:
| No. | Név      | grúz írás | oszét írás | 1989-es népesség | 2010-es népesség | Közigazgatás |
| --- | -------- | --------- | ---------- | ---------------- | ---------------- | ------------ |
| 1.  | Chinvali | ცხინვალი  | Цхинвал    | 42,300           | 30,000           | Gori         |

| Grúzia városai | Grúzia városai | Grúzia városai | Grúzia városai       | Grúzia városai       | Grúzia városai  | Grúzia városai            |
| Rangsor        | Név            | Név            | Lakosság             | Lakosság             | Lakosság        | Közigazgatási egység      |
| Rangsor        | Latin betűkkel | Grúz betűkkel  | 1989-es népszámlálás | 2002-es népszámlálás | 2005-ös becslés | Közigazgatási egység      |
| -------------- | -------------- | -------------- | -------------------- | -------------------- | --------------- | ------------------------- |
| 1.             | Tbiliszi       | თბილისი        | 1 243 150            | 1 073 345            | 1 049 498       | Tbiliszi                  |
| 2.             | Kutaiszi       | ქუთაისი        | 232 510              | 185 965              | 178 338         | Imereti                   |
| 3.             | Batumi         | ბათუმი         | 136 930              | 121 806              | 118 282         | Adzsária                  |
| 4.             | Rusztavi       | რუსთავი        | 159 016              | 116 384              | 109 865         | Alsó-Kartli               |
| 5.             | Szuhumi        | სოხუმი         | 121 406              | n.a.                 | 81 546          | Abházia                   |
| 6.             | Zugdidi        | ზუგდიდი        | 49 614               | 68 894               | 73 006          | Szamegrelo-Felső-Szvanéti |
| 7.             | Gori           | გორი           | 67 787               | 49 516               | 46 676          | Felső-Kartli              |
| 8.             | Poti           | ფოთი           | 50 569               | 47 149               | 46 107          | Szamegrelo-Felső-Szvanéti |
| 9.             | Chinvali       | ცხინვალი       | 42 934               | n.a.                 | 33 724          | Dél-Oszétia               |
| 10.            | Szamtredia     | სამტრედია      | 34 255               | 29 761               | 28 748          | Imereti                   |
| 11.            | Hasuri         | ხაშური         | 31 717               | 28 560               | 27 811          | Felső-Kartli              |
| 12.            | Szenaki        | სენაკი         | 28 938               | 28 082               | 27 752          | Szamegrelo-Felső-Szvanéti |
| 13.            | Zesztafoni     | ზესტაფონი      | 25 891               | 24 158               | 23 943          | Imereti                   |
| 14.            | Telavi         | თელავი         | 27 848               | 21 805               | 20 593          | Kaheti                    |
| 15.            | Marneuli       | მარნეული       | 27 065               | 20 065               | 18 755          | Alsó-Kartli               |
| 16.            | Kobuleti       | ქობულეთი       | 20 637               | 18 556               | 18 156          | Adzsária                  |
| 17.            | Tkvarcseli     | ტყვარჩელი      | 21 578               | n.a.                 | 17 843          | Abházia                   |
| 18.            | Ozurgeti       | ოზურგეთი       | 23 279               | 18 705               | 17 743          | Guria                     |
| 19.            | Ahalcihe       | ახალციხე       | 24 650               | 18 452               | 17 298          | Szamche-Dzsavaheti        |
| 20.            | Chaltubo       | წყალტუბო       | 17 393               | 16 841               | 16 736          | Imereti                   |
| 21.            | Ocsamcsira     | ოჩამჩირე       | 20 379               | n.a.                 | 15 517          | Abházia                   |
| 22.            | Kaszpi         | კასპი          | 17 138               | 15 233               | 14 734          | Felső-Kartli              |
| 23.            | Borzsomi       | ბორჯომი        | 17 664               | 14 445               | 13 825          | Szamche-Dzsavaheti        |
| 24.            | Tkibuli        | ტყიბული        | 21 994               | 14 464               | 13 201          | Imereti                   |
| 25.            | Csiatura       | ჭიათურა        | 28 920               | 13 835               | 12 216          | Imereti                   |
| 26.            | Szagaredzso    | საგარეჯო       | 14 439               | 12 566               | 12 173          | Kaheti                    |
| 27.            | Gali           | გალი           | 15 687               | n.a.                 | 11 861          | Abházia                   |
| 28.            | Gudauta        | გუდაუთა        | 15 264               | n.a.                 | 7 700           | Abházia                   |
| 29.            | Gardabani      | გარდაბანი      | 17 035               | 11 858               | 10 972          | Alsó-Kartli               |
| 30.            | Honi           | ხონი           | 14 298               | 11 315               | 10 796          | Imereti                   |
| 31.            | Szurami        | სურამი         | 6 442                | 9 773                | 10 091          | Felső-Kartli              |

## Fordítás
- Ez a szócikk részben vagy egészben  a   List of cities and towns in Georgia (country) című angol Wikipédia-szócikk fordításán alapul.  Az eredeti cikk szerkesztőit annak laptörténete sorolja fel. Ez a jelzés csupán a megfogalmazás eredetét és a szerzői jogokat jelzi, nem szolgál a cikkben szereplő információk forrásmegjelöléseként.